# 장혜리
장혜리(본명: 장정희, 1960년 1월 16일~ )는 대한민국의 가수이다. 1986년에 1집 《오늘밤에 만나요》로 데뷔한 그녀는, 1987년 2집 《추억의 발라드》, 1988년 3집 《내게 남은 사랑을 드릴께요》를 발표하면서 큰 인기를 누렸다. 장혜리는 1990년 4집 《남겨진 시간을 위하여》를 발표하였으나 3집처럼 큰 인기를 얻지는 못하였다. 1991년 5집 《또 다른 나의 모습》을 발표하였으나 표절 시비로 휘말리다가 결국 그녀는 1992년에 가수 생활을 접게 되었다. 그리고 약 10여년동안 우울증을 앓아오던 그녀는 현재 CCM 가수로 활동중이다.

## 생애
1981년 언더그라운드 라이브 클럽에서 팝 발라드 가수로 첫 데뷔한 그녀는 공업진흥청과 환경청에서 비서로 근무하다가 그만둔 후 1981년부터 작은 카페에서 노래를 하게 되었는데, 그 카페가 작곡가 길옥윤이 운영하던 카페였고, 거기에서 길옥윤의 눈에 띄게 되어 그의 곡으로 데뷔했다. 데뷔곡은 원래 1979년에 가수 이예나가 발표한 길옥윤 작사/작곡한 "나는 해바라기"라는 곡을 원곡으로 하고 있는데 원곡이 히트하지 못하자 작사가 이건우에게 새로운 가사를 써달라 의뢰해서 나온 가사에 "나는 해바라기" 가락을 붙이고 새로 다시 편곡한 "오늘밤에 만나요" 가 장혜리의 데뷔곡이다. 데뷔하자마자 최고의 인기를 얻으며 5~6년 동안 전성기를 맞이했다. 그러나, 갑작스럽게 큰 인기를 얻은 게 오히려 화근이 되어, 가수로서도 자신감 있게 모든 끼를 펼쳐내지 못했다는 생각으로 늘 자신감 없이 주눅이 들면서 무대 공포증이 함께 생겨나 무대를 떠나고 말았다.

## 음반 목록

### 장혜리 1집 (1986.11.20)
A1 연인의 마음 (작사: 길옥윤 작곡: 길옥윤)
A2 노래는 친구 (작사: 길옥윤 작곡: 길옥윤)
A3 당신은 구름처럼 (작사: 김석야 작곡: 길옥윤)
A4 코스모스 (작사: 길옥윤 작곡: 길옥윤)
A5 날개 (작사: 길옥윤 작곡: 길옥윤)
A6 당신만을 사랑해 (작사: 길옥윤 작곡: 길옥윤)

B1 오늘밤에 만나요 (작사: 이건우 작곡: 길옥윤)
B2 그대와 둘이서 (작사: 길옥윤 작곡: 길옥윤)
B3 별 하나 꽃 하나 (작사: 길옥윤 작곡: 길옥윤)
B4 잎새 (작사: 정귀문 작곡: 길옥윤)
B5 당신은 모르실거야 (작사: 길옥윤 작곡: 길옥윤)
B6 아침의 나라에서 (건전가요)

### 장혜리 2집 (1987.7.10)
A1 계절이 바뀐들 세월이 흐른들 (작사: 박지훈 작곡: 이세건)
A3 이별 환상곡 (작사: 박지훈 작곡: 이세건)
A3 슬픔이 고인 거리 (작사: 박지훈 작곡: 이세건)
A4 J에게 (작사: 이세건 작곡: 이세건)
A5 여자의 등불(테이프 수록곡)
A6 아름다운 우리강산 (작사: 이경천 작곡: 길옥윤)

B1 추억의 발라드 (작사: 박지훈 작곡: 김지환)
B2 애정의 연가 (작사: 박지훈 작곡: 이세건)
B3 진실한 사랑 (작사: 박지훈 작곡: 이세건)
B4 잊혀진 여인 (작사: 조운파 작곡:조운파)
B5 슬픔을 주고간 사람 (테이프 수록곡)
B6 정화의 노래 (건전가요)

### 장혜리 3집 (1988.6.25)
A1 내게 남은 사랑을 드릴께요 (작사:함경문 작곡:하광훈 편곡:김동성)
A2 이별보다 슬픈 사랑 (작사:전만배 작곡:하광훈)
A3 머무를 수 없는 순간들 (작사:지예 작곡:김지환)
A4 지난 사랑의 슬픔 (변진섭듀엣)(작사:전만배 작곡:하광훈) 
A5 숨겨진 시간 (테이프 수록곡)
A6 과수원길 (변진섭듀엣)(건전가요)

B1 묻혀버린 이야기 (작사:지예 작곡:유영선 편곡:김동성)
B2 작은 촛불같은 여자 (작사:김창남 작곡:김창남)
B3 예전처럼 (작사:장원배 작곡:장원배)
B4 어떡하나 (작사:윤태영 작곡:윤태영)
B5 웃는듯 해도 (작사:함경문 작곡:김창남)
B6 오 이제 (테이프 수록곡)

### 장혜리 4집 (1990년 봄)
A1 그대 돌아오는 날엔 (작사:장혜리 작곡:박강영)
A2 잃어버린 날 찾고 싶어 (작사:지예 작곡:김명곤)
A3 쓸쓸히 웃어 넘기며 (작사:지예 작곡:윤상)
A4 내가 할 수 있는 건 (작사:지예 작곡:윤상)
A5 이별뒤의 그리움 (작사:채정은 작곡:최귀섭)
A6 마음의 상처 (작사:안진우 작곡:안진우)

B1 남겨진 시간을 위하여 (작사:안진우 작곡:안진우 편곡:안진우)
B2 그 후로 나는 (작사:지예 작곡:김지환)
B3 사랑한단 느낌 하나로 (작사:채정은 작곡:김지환)
B4 파랑새를 찾아 (작사:최명섭 작곡:최명섭)
B5 그 해 겨울은 (작사:지예 작곡:김지환)
B6 마지막 밤의 인어공주 (작사:최명섭 작곡:최명섭)

### 장혜리 5집 (1991. 9)
A1 또 다른 나의 모습 (작사: 지예 작곡: 김지환)
A2 먼 훗날 그때에 (작사: 지예 작곡: 안진우)
A3 어렵게 말한다고 모르나요 (작사: 지예 작곡: 윤재필)
A4 가을날의 허상 (작사: 지예 작곡: 김지환)

B1 이제는 기쁨으로 (작사: 양홍섭 작곡: 양홍섭)
B2 다만 오늘이 아닉를 (작사: 지예 작곡: 이상래)
B3 나의 끝없는 하루 (작사: 지예 작곡: 안진우)
B4 그대 없는 내 모습 (작사: 지예 작곡: 윤재필)